# Magelona minuta
Magelona minuta é uma espécie de anelídeo pertencente à família Magelonidae.
A autoridade científica da espécie é Eliason, tendo sido descrita no ano de 1962.
Trata-se de uma espécie presente no território português, incluindo a sua zona económica exclusiva.